# Walther PP
Walther PP (Polizeipistole, ou pistola policial) é a designação de uma série de pistolas semiautomáticas acionadas por blowback, criada e lançada em 1929 por Fritz Walther.
Ela apresenta um cão exposto, um mecanismo tradicional de acionamento de ação dupla, um carregador de pilha única e um cano fixo que também atua como haste guia da mola de recolhimento. A série inclui os modelos Walther PP, PPK, PPK/S e PPK/E. A pistola de bolso Walther TPH é uma pistola de menor calibre introduzida em 1971, idêntica em manuseio e operação à PPK.
Várias séries de PP são fabricadas na Alemanha, França e Estados Unidos. No passado, a versão PPK era fabricada pela Walther em sua própria fábrica na Alemanha, bem como sob licenças da Manurhin na Alsácia, França, Interarms em Alexandria, Virgínia, EUA e Smith & Wesson em Houlton, Maine, EUA. Desde 2018, os modelos PPK e PPK/S foram construídos em Fort Smith, Arkansas, na fábrica da subsidiária norte-americana Walther Arms, Inc.
A PP e a PPK estavam entre as primeiras pistolas semiautomáticas de ação dupla bem-sucedidas do mundo. Elas ainda são fabricados pela Walther e foram amplamente copiados. O design inspirou outras pistolas, entre elas a Makarov soviética, a húngara FEG PA-63, a polonesa P-64, a americana Accu-Tek AT-380 II e a argentina Bersa Thunder 380. A PP e a PPK eram populares nas polícias européias e entre os civis, por serem confiáveis e ocultáveis. Durante a Segunda Guerra Mundial, elesaforam entregues aos militares alemães (oficiais), incluindo a Luftwaffe, bem como à polícia.

## Série PP

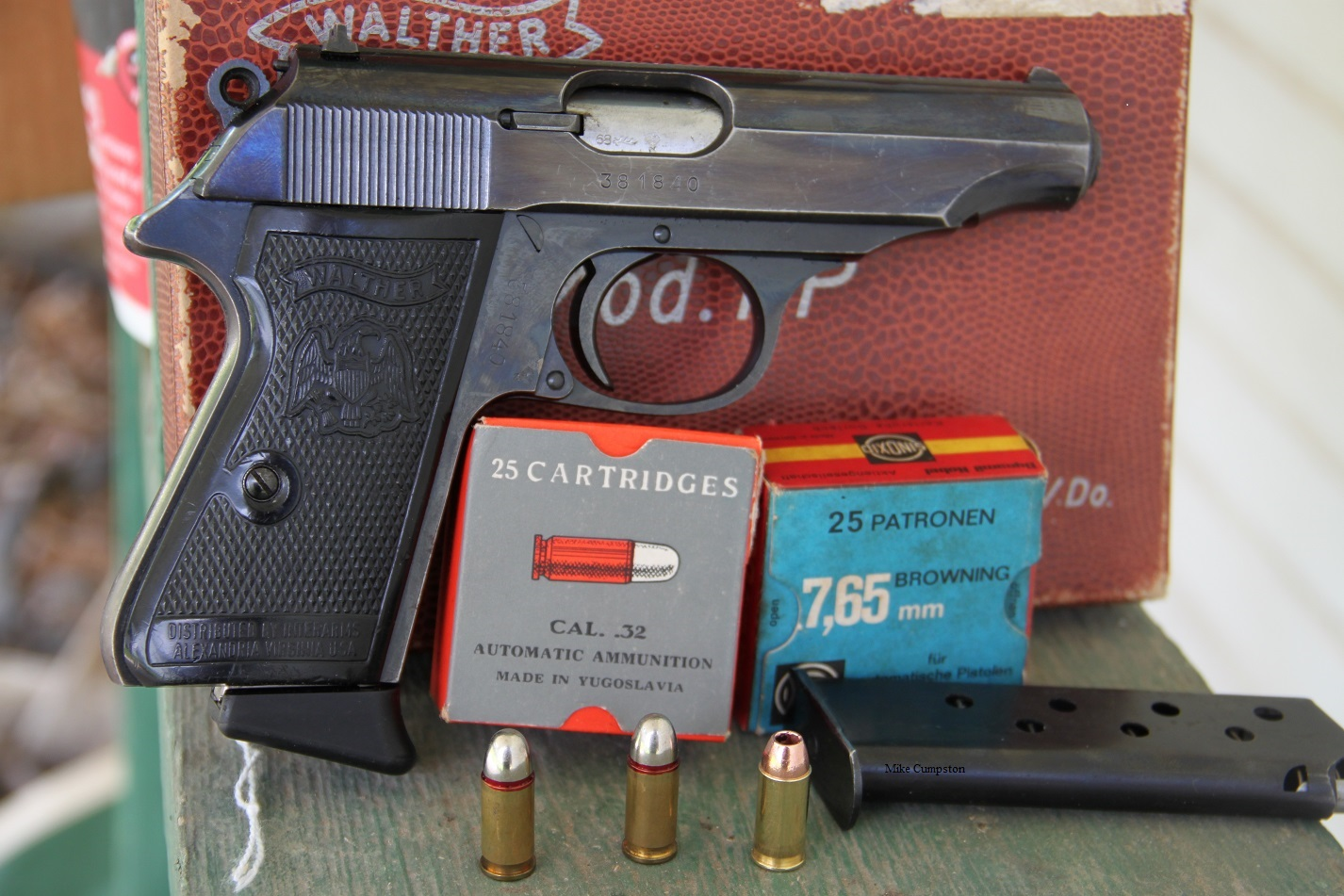
Uma Walther PP .32 fabricada na Alemanha em 1968.

A Walther PP original (Polizeipistole) lançada em 1929, foi criada por Fritz Walther e desenvolvidas pela fabricante alemã de armas Carl Walther GmbH Sportwaffen, fundada por Carl Walther em 1886, na cidade alemã de Suhl (que na época se chamava Zella).
A Walther PP foi projetada para uso policial e foi usada por várias forças policiais na Europa na década de 1930 e posteriores. A pistola semiautomática operava usando uma ação simples de blowback. A PP foi projetada com vários recursos de segurança, alguns deles inovadores, incluindo um bloco de cão automático, uma combinação de segurança/decocker e um indicador de câmara carregada.

## Variantes

### PPK
A variante mais comum é a Walther PPK, uma versão menor da PP, com empunhadura, cano e quadro mais curtos, e capacidade reduzida do carregador. Uma nova construção de empunhadura com dois paineis envolventes usada para ocultar a alça traseira exposta. O tamanho menor a tornava uma pistola de porte velado, e portanto, mais adequado para roupas comuns ou para trabalhos secretos. Foi lançada em 1930.
"PPK" é uma abreviação de Polizei Pistole Kriminal (Pistola Policial criminal). Embora o "K" seja freqüentemente considerado "kurz" (termo alemão para: curta) referindo-se à pistola policial com cano e quadro mais curtos, a seleção do fabricante do nome "Kriminal" aparece nas primeiras brochuras de publicidade originais da Walther e do catálogo alemão de 1937 da GECO (Gustav Genschow AG).
As características dessa nova arma foram tão importantes que outras fábricas copiaram o sistema como as da Beretta e da Smith & Wesson. Os primeiros modelos usavam o calibre 7,65 mm Browning mas também foram fabricadas modelos em .22 LR (Long Rifle), 6.35 mm Browning (25 auto) e 9 mm Kurz (.380 Auto).
Adolf Hitler cometeu suicídio com seu PPK (.32 ACP / 7,65mm) no Führerbunker em Berlim. O ditador sul-coreano Park Chung-hee foi baleado e morto por Kim Jae-gyu, usando uma Walther PPK.
A arma ficou ainda mais famosa na década de 1960 com os filmes de James Bond, baseados nas novelas de Ian Fleming.
O agente 007 inicialmente usava uma Beretta 418 .25 trocada no primeiro filme da série  007, Dr. No, por uma PPK, a conselho do especialista em armas de fogo Geoffrey Boothroyd, apesar de as armas reais carregadas por Bond e Felix Leiter no filme serem, de fato do tipo Walther PP.
A partir do filme Tomorrow Never Dies (O Amanhã Nunca Morre), James Bond, passou a usar, um modelo Walther P99 no lugar da sua famosa Walther PPK. A partir do filme Quantum Of Solace, o famoso espião voltou a utilizar a pistola PPK, que por anos fez parte de suas marcas registradas.
O cantor Elvis Presley possuía uma PPK com acabamento prateado, com a inscrição "TCB" de "taking care of business" (cuidando dos negócios).
O ator Jack Lord, que interpretou Felix Leiter no filme Dr. No, recebeu uma PPK banhada a ouro com placas da empunhadura de marfim de seu amigo Elvis Presley.

### PPK/S
A PPK/S foi desenvolvida após a promulgação do "Gun Control Act of 1968" (GCA68) nos Estados Unidos, o maior mercado da pistola. Uma das disposições do GCA68 proibia a importação de pistolas e revólveres que não atendiam a certos requisitos de comprimento, peso e outros recursos "esportivos" para os Estados Unidos. A PPK falhou no teste "Import Points" do GCA68 por um único ponto. A Walther contornou esse problema, combinando a armação da PP com o cano e o slide da PPK para criar uma pistola que pesava um pouco mais do que a PPK. As 30 ou 40 gramas adicionais no peso da PPK/S em comparação com o PPK foi suficiente para fornecer os pontos de importação extra necessários.
Como a lei dos Estados Unidos permitia a produção doméstica (em oposição à importação) da PPK, a fabricação começou sob licença nos EUA em 1983; esta versão foi distribuída pela Interarms. A versão atualmente fabricada pela Walther Arms em Fort Smith, Arkansas, foi modificada (pela Smith & Wesson) incorporando uma curvatura mais longa na empunhadura (a S&W chama de "cauda de castor estendida"), para proteger melhor o atirador de uma "mordida" do slide, ou seja: quando o slide desliza para trás, pode apertar a pele entre o dedo indicador e o polegar da mão que dispara, o que pode ser um problema com o design original para pessoas com mãos maiores ou com uma aderência inadequada, especialmente ao usar cargas de cartucho mais potentes. A PPK/S é feita de aço inoxidável.
A PPK/S difere da PPK da seguinte maneira:
- Altura total: 104 mm (4,1 pol.) Vs. 100 mm (3,9 pol.)
- Peso: o PPK/S pesa 51 g (1,8 oz) a mais que o PPK
- O carregador da PPK/S admite um cartucho adicional, em ambos os calibres.[25]

A PPK/S e a PPK são oferecidas nos seguintes calibres: .32 ACP (com capacidades de 8 para PPK/S e 7 para PPK); ou .380 ACP (PPK/S: 7; PPK: 6). A PPK/S também é oferecida em .22 LR com capacidade de 10 tiros.

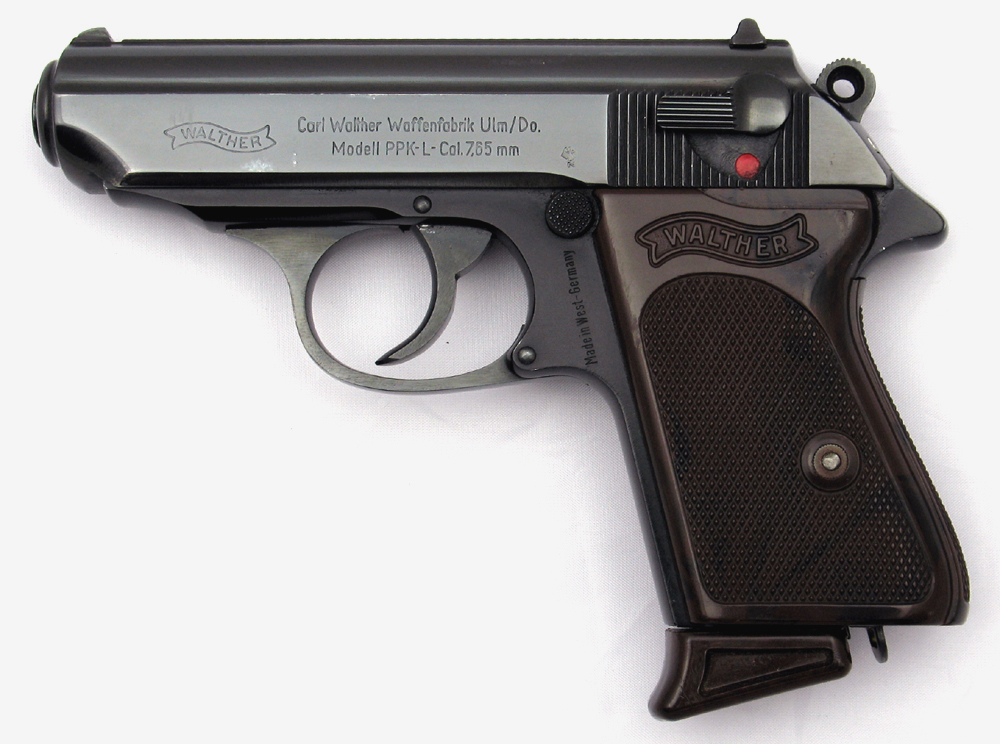
Uma Walther PPK-L fabricada em 1966.

### PPK-L
Na década de 1960, a Walther produziu a PPK-L, que era uma variante leve da PPK. A PPK-L diferia do padrão todo em aço da PPK por possuir um quadro de liga de alumínio. Ela admitia apenas os calibres 7.65 mm Browning (.32 ACP) e .22 LR devido ao aumento do recuo gerado devido ao menor peso da pistola. Todos os outros recursos do PPK de produção do pós-guerra (empunhaduras de plástico marrom com faixa da Walther, acabamento azul polido alto brilho, laço de cordão, indicador de câmara carregada, carregador de 7+1 tiros e comprimento padrão) eram os mesmos na PPK-L.

### PP Super
Comercializada pela primeira vez em 1972, era uma variante da PP totalmente em aço para o cartucho 9×18mm Ultra. Concebida como uma pistola de serviço policial, era uma pistola de dupla ação, operada por blowback, com uma alavanca de batente externa para o slide e uma segurança de pino de disparo. Uma alavanca manual do decocker estava no lado esquerdo do slide; quando pressionada, trava o pino de disparo e libera o cão. Quando o 9×19mm Parabellum foi escolhido como o calibre de serviço padrão pela maioria das forças policiais alemãs, o cartucho experimental 9mm Ultra caiu em desuso. Somente cerca de 2.000 pistolas PP Super foram vendidas para as forças policiais alemãs na década de 1970, e a falta de vendas fez com que a Walther retirasse a PP Super de seu catálogo em 1979.

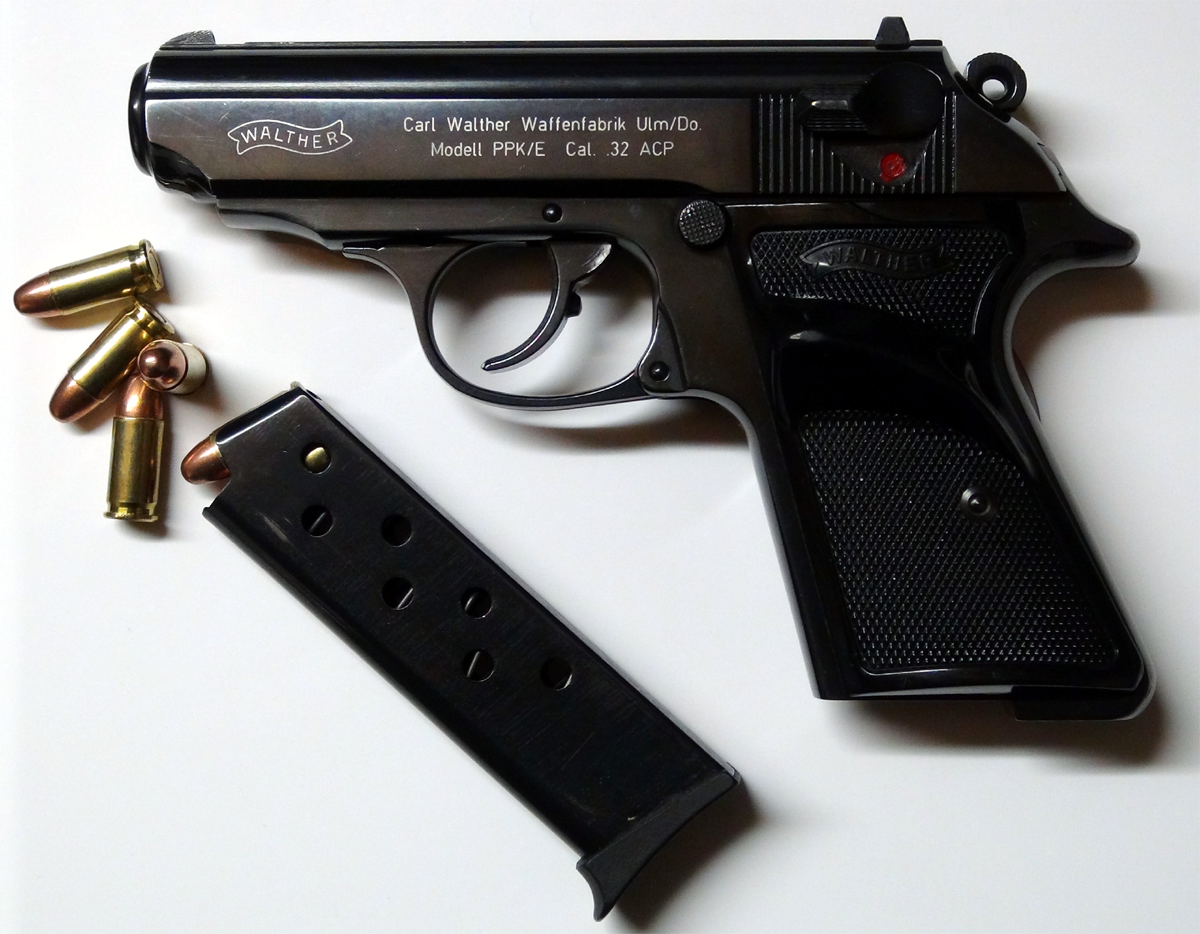
Uma Walther PPK/E .32 ACP.

### PPK/E
Na Internationale Waffen-Ausstellung de 2000 (IWA - International Weapons Exhibition) em Nuremberg, a Walther anunciou uma nova variante PPK designada como PPK/E. A PPK/E se assemelha a PPK/S e tem um acabamento em aço azul; é fabricado sob licença da FEG da Hungria. Apesar da semelhança entre os dois, certas partes das PP-PPK-PPK/S, como carregadores, não são intercambiáveis com a PPK/E. As fotografias oficiais da fábrica não se referem às origens húngaras da pistola. Em vez disso, a marca tradicional da Walther ("Carl Walther Waffenfabrik Ulm / Do."), está estampada no lado esquerdo do slide. A PPK/E é oferecida nos calibres .22 LR, .32 ACP e .380 ACP.

## Fabricação

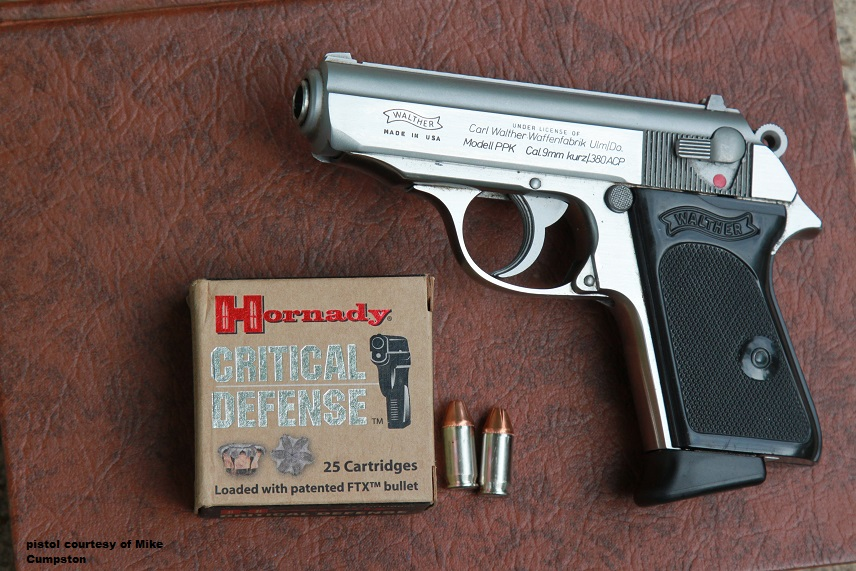
Uma Walther PPK de aço inox fabricada sob licença pela Ranger Arms.

A fábrica original da Walther estava localizada em Zella-Mehlis, na "Terra" (estado) da Turíngia. Como essa parte da Alemanha foi ocupada pela União Soviética após a Segunda Guerra Mundial, Walther fugiu para a Alemanha Ocidental, onde fundou uma nova fábrica em Ulm. Por vários anos após a guerra, as potências aliadas proibiram qualquer fabricação de armas na Alemanha. Como resultado, em 1952, Walther licenciou a produção das pistolas da série PP para uma empresa francesa, a Manufacture de Machines du Haut-Rhin, também conhecida como Manurhin. A Manurhin fez as peças, mas a pistola foi montada no arsenal de St. Etienne (marcado "Made in France") ou por Walther em Ulm (marcado "Made in West Germany" e com provas alemãs). A empresa francesa continuou a fabricar a série PP até 1986.
Em 1978, a Ranger Manufacturing de Gadsden, Alabama, foi licenciada para fabricar a PPK e a PPK/S; esta versão foi distribuída pela Interarms de Alexandria, Virginia. A Ranger fez versões da PPK/S em aço azulado e aço inoxidável e com câmara em .380 ACP e só fez cópias em câmara em .32 ACP de 1997 a 1999. Esta licença foi cancelada em 1999. A Walther EUA de Springfield, Massachusetts fabricou as variantes PPK e PPK/S por um curto período través da Black Creek Manufacturing de 1999 a 2001. A partir de 2002, a Smith & Wesson (S&W) começou a fabricar a PPK e a PPK/S sob licença em sua fábrica em Houlton, Maine até 2013. Em fevereiro de 2009, a S&W emitiu um recall para as PPK que ela fabricou por um defeito na segurança do bloco do cão. Em 2018, a Walther Arms começou a produzi-las novamente em sua nova fábrica nos EUA em Fort Smith, Arkansas, e as novas serão embarcadas a partir de março de 2019.

## Usuários
- Bangladesh: Utilizado por Força Especial de Segurança
- Bolívia: Utilizado por várias instituições[30]
- Brasil: Adquirido pela Força Pública de São Paulo em calibre .380 ACP em 1936. Permaneceu em uso por mais de sete décadas.[31]
- Burquina Fasso: Utilizado por várias instituições[32]
- República Centro-Africana: Utilizado por várias instituições[32]
- Chade: Utilizado por várias instituições[32]
- República do Congo: Utilizado por várias instituições[32]
- Dinamarca: Utilizado por várias instituições[33]
- Alemanha Oriental: Utilizado por várias instituições[34]
- França: Utilizado por várias instituições[34]
- Guiana: Utilizado por várias instituições[32]
- Hungria: Utilizado por várias instituições[34]
- Indonésia: Utilizado por KOPASKA, Kopassus[35]
- Irão: Utilizado por várias instituições[36]
- Madagáscar: Utilizado por várias instituições[32]
- Mali: Utilizado por várias instituições[32]
- Ilhas Maurícias: Utilizado por várias instituições[32]
- Alemanha: Utilizado por várias instituições[34]
- Níger: Utilizado por várias instituições[32]
- Noruega: Utilizado por Forças Armadas da Noruega
- Polónia: Utilizado por Polícia da Polônia (Policja)
- Roménia: Utilizado por várias instituições[34]
- Senegal: Utilizado por várias instituições[32]
- Seicheles: Utilizado por várias instituições[32]
- Suécia: Utilizado por várias instituições[37][38]
- Suíça : Utilizado por Força Aérea Suíça
- Togo: Utilizado por várias instituições[32]
- Turquia: Utilizado por várias instituições[34][39]
- Reino Unido: Utilizado por MI6, Força Aérea Real[6]
- Estados Unidos: Utilizado por Kentucky State Police e várias outras[40][41]
- Vietname: Utilizado por Exército do Povo do Vietnã